# Sicherheitskennzeichen (Europa)

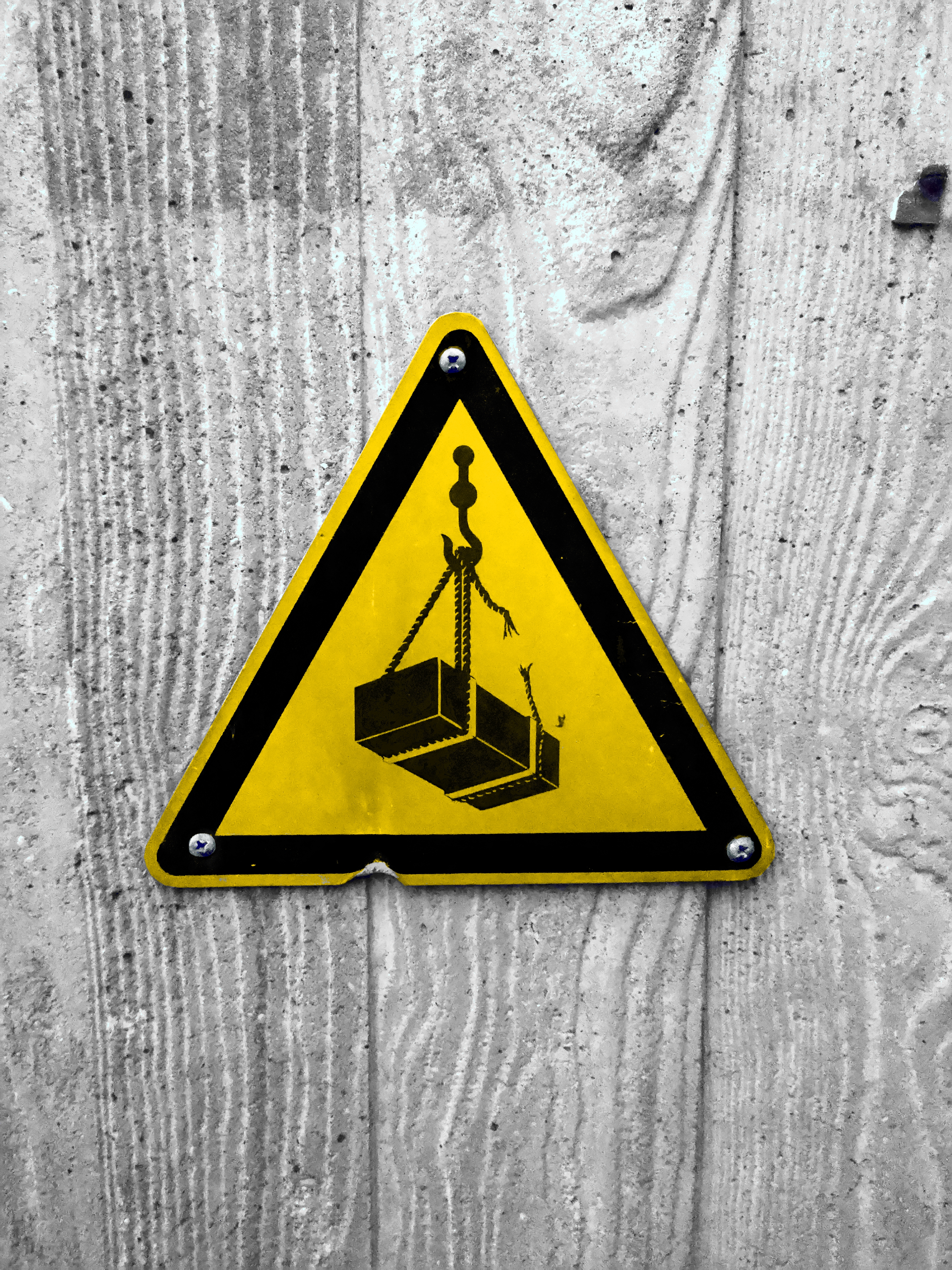
Ein Warnschild entsprechend der Richtlinie 92/58/EWG bzw. Richtlinie 77/576/EWG, welches noch 2023 an einem Kran vor schwebenden Lasten warnt.

Die Sicherheitskennzeichnung in der Europäischen Union ist in der Richtlinie 92/58/EWG spezifiziert, welche die Richtlinie 77/576/EWG ablöst. Die Symbole wurden von jedem Land leicht unterschiedlich umgesetzt, in Deutschland in der ASR A1.3, in Österreich in der Kennzeichnungsverordnung, und im Vereinigten Königreich in "The Health and Safety (Safety Signs and Signals) Regulations 1996". Seit 2012 wurde die ISO-Norm 7010 in den Korpus der EN-Normen aufgenommen, womit sie europaweit gültig wurde. Weiterhin werden auch die Symbole der DIN-Norm 4844 in der Fassung von 2001 verwendet, welche unter anderem auch in Österreich in der ÖNORM Z 1000 integriert wurden. Die ASR A1.3 hat zwei verschiedene Zeichensysteme enthalten: von ihrem Ersterscheinen 2007 bis 2013 die Symbole der DIN 4844-2, ab der Novellierung 2013 die der ISO 7010.

## Tabelle der Symbole
Die Tabelle enthält nicht alle spezifizierten Symbole, gibt jedoch Überblick über die gebräuchlichsten. Insbesondere die ISO 7010 hat seit Erscheinen viele Erweiterungen erhalten. Die Zeichen sind nach dem Erscheinen in der ISO 7010 sortiert, die Sortierung in anderen Regelwerken weicht davon vielfach ab. Unter den Symbolen ist die offizielle Bezeichnung entsprechend dem Originalwerk gegeben, bei mehrsprachigen Versionen die Deutsche, soweit vorhanden.

### Warnzeichen
| EN ISO 7010                                                      | Richtlinie 92/58/EWG                                        | The Health and Safety (Safety Signs and Signals) Regulations 1996 | Kennzeichnungs-verordnung                                   | DIN 4844-2:2001                                                         | TGL 30817                                                                            |
| ---------------------------------------------------------------- | ----------------------------------------------------------- | ----------------------------------------------------------------- | ----------------------------------------------------------- | ----------------------------------------------------------------------- | ------------------------------------------------------------------------------------ |
| ISO 7010 W001                                                    | EEC Safety Sign 1977 - General danger                       | HSR 1996 II 3.2i                                                  | KennV Warnzeichen Allgemein                                 | DIN 4844-2 Warnung vor einer Gefahrenstelle D-W000                      | TGL 30817 C-10                                                                       |
| W001: Warnung vor einer allgemeinen Gefahr                       | Warnung vor einer allgemeinen Gefahr                        | General danger                                                    | Warnung vor allgemeiner Gefahr                              | D-W000: Warnung vor einer Gefahrenstelle                                | C10: Warnung vor anderweitiger Gefahr                                                |
| ISO 7010 W002                                                    | EEC Safety Sign 1977 - Explosive matter                     | HSR 1996 II 3.2b                                                  | KennV Warnzeichen Explosions                                | D-W002 Warnung vor explosionsgefaehrlichen Stoffen ty                   | TGL 30817 C-02                                                                       |
| W002: Warnung vor explosionsgefährlichen Stoffen                 | Warnung vor explosionsgefährlichen Stoffen                  | Explosive material                                                | Warnung vor explosionsgefährlichen Stoffen                  | D-W002: Warnung vor explosionsgefährlichen Stoffen                      | C2: Warnung vor Explosionsgefahr                                                     |
| ISO 7010 W003                                                    | EEC Safety Sign 1977 - Radioactive matter                   | HSR 1996 II 3.2e                                                  | KennV Warnzeichen Radioaktiv                                | D-W005 Warnung vor radioaktiven Stoffen oder ionisierenden Strahlen ty  | TGL 30817 C-05                                                                       |
| W003: Warnung vor radioaktiven Stoffen                           | Warnung vor radioaktiven Stoffen                            | Radioactive material                                              | Warnung vor radioaktiven Stoffen                            | D-W005: Warnung vor radioaktiven Stoffen oder ionisierenden Strahlen    | C5: Warnung vor ionisierender Strahlung                                              |
| ISO 7010 W004                                                    | Keinbild                                                    | HSR 1996 II 3.2j (1996)                                           | KennV Warnzeichen Laserstrahl                               | DIN 4844-2 Warnung vor Laserstrahl D-W010                               | TGL 30817 C-09                                                                       |
| W004: Warnung vor Laserstrahl                                    | Warnung vor Laserstrahl                                     | Laser beam                                                        | Warnung vor Laserstrahl                                     | D-W010: Warnung vor Laserstrahl                                         | C9: Warnung vor Laserstrahlen                                                        |
| ISO 7010 W005                                                    | Keinbild                                                    | HSR 1996 II 3.2l                                                  | KennV Warnzeichen NichtionisierenderStrahlung               | D-W012 Warnung vor nicht ionisierender elektromagnetischer Strahlung ty |                                                                                      |
| W005: Warnung vor nicht ionisierender Strahlung                  | Warnung vor nichtionisierender Strahlung                    | Non-ionising radiation                                            | Warnung vor nichtionisierender Strahlung                    | D-W012: Warnung vor nicht ionisierender, elektromagnetischer Strahlung  |                                                                                      |
| ISO 7010 W006                                                    | Keinbild                                                    | HSR 1996 II 3.2m                                                  | KennV Warnzeichen Magnetischem                              | DIN 4844-2 Warnung vor magnetischem Feld D-W013                         |                                                                                      |
| W006: Warnung vor starkem magnetischem Feld                      | Warnung vor starkem magnetischem Feld                       | Strong magnetic field                                             | Warnung vor starkem magnetischem Feld                       | D-W013: Warnung vor magnetischem Feld                                   |                                                                                      |
| ISO 7010 W007                                                    | Keinbild                                                    | HSR 1996 II 3.2n                                                  | KennV Warnzeichen Stolpergefahr                             | D-W014 Warnung vor Stolpergefahr ty                                     | TGL 30817 C-08                                                                       |
| W007: Warnung vor Stolpergefahr                                  | Warnung vor Stolpergefahr                                   | Obstacles                                                         | Warnung vor Stolpergefahr                                   | D-W014: Warnung vor Stolpergefahr                                       | C8: Warnung vor Gefahr, das Gleichgewicht zu verlieren, auszugleiten oder zu stürzen |
| ISO 7010 W008                                                    | Keinbild                                                    | HSR 1996 II 3.2o                                                  | KennV Warnzeichen Absturzgefahr                             | D-W015 Warnung vor Absturzgefahr ty                                     | TGL 30817 C-08                                                                       |
| W008: Warnung vor Absturzgefahr                                  | Warnung vor Absturzgefahr                                   | Drop                                                              | Warnung vor Absturzgefahr                                   | D-W015: Warnung vor Absturzgefahr                                       | C8: Warnung vor Gefahr, das Gleichgewicht zu verlieren, auszugleiten oder zu stürzen |
| ISO 7010 W009                                                    | Keinbild                                                    | HSR 1996 II 3.2p                                                  | KennV Warnzeichen Biogefährdung                             | D-W016 Warnung vor Biogefaehrdung ty                                    |                                                                                      |
| W009: Warnung vor Biogefährdung                                  | Warnung vor Biogefährdung                                   | Biological risk                                                   | Warnung vor Biogefährdung                                   | D-W016: Warnung vor Biogefährdung                                       |                                                                                      |
| ISO 7010 W010                                                    | Keinbild                                                    | HSR 1996 II 3.2q                                                  | KennV Warnzeichen Kälte                                     | DIN 4844-2 Warnung vor Kaelte D-W017                                    |                                                                                      |
| W010: Warnung vor niedriger Temperatur/Kälte                     | Warnung vor Kälte                                           | Low temperature                                                   | Warnung vor Kälte                                           | D-W017: Warnung vor Kälte                                               |                                                                                      |
| ISO 7010 W012                                                    | EEC Safety Sign 1977 - Danger Electricity                   | HSR 1996 II 3.2h                                                  | KennV Warnzeichen Elektrizität                              | DIN 4844-2 Warnung vor gef el Spannung D-W008                           | TGL 30817 C-04                                                                       |
| W012: Warnung vor elektrischer Spannung                          | Warnung vor gefährlicher elektrischer Spannung              | Danger: electricity                                               | Warnung vor gefährlicher elektrischer Spannung              | D-W008: Warnung vor gefährlicher, elektrischer Spannung                 | C4: Warnung vor gefährlicher Elektrizität                                            |
| ISO 7010 W014                                                    | EEC Safety Sign 1977 - Beware industrial trucks             | HSR 1996 II 3.2g                                                  | KennV Warnzeichen Flurförderzeugen                          | D-W007 Warnung vor Flurfoerderzeugen                                    |                                                                                      |
| W014: Warnung vor Flurförderzeugen                               | Warnung vor Flurförderzeugen                                | Industrial vehicles                                               | Warnung vor Flurförderzeugen                                | D-W007: Warnung vor Flurförderzeugen                                    |                                                                                      |
| ISO 7010 W015                                                    | EEC Safety Sign 1977 - Beware overhead loads                | HSR 1996 II 3.2f                                                  | KennV Warnzeichen SchwebenderLast                           | D-W006 Warnung vor schwebender Last                                     | TGL 30817 C-07                                                                       |
| W015: Warnung vor schwebender Last                               | Warnung vor schwebender Last                                | Overhead load                                                     | Warnung vor schwebender Last                                | D-W006: Warnung vor schwebender Last                                    | C7: Warnung vor schwebenden Lasten                                                   |
| ISO 7010 W016                                                    | EEC Safety Sign 1977 - Toxic matter                         | HSR 1996 II 3.2c                                                  | KennV Warnzeichen Giftig                                    | D-W003 Warnung vor giftigen Stoffen ty                                  | TGL 30817 C-06                                                                       |
| W016: Warnung vor giftigen Stoffen                               | Warnung vor giftigen Stoffen                                | Toxic material                                                    | Warnung vor giftigen Stoffen                                | D-W003: Warnung vor giftigen Stoffen                                    | C6: Warnung vor giftigen Substanzen                                                  |
| ISO 7010 W028                                                    | EEC Safety Sign 1977 - Flammable matter                     | HSR 1996 II 3.2a                                                  | KennV Warnzeichen Feuergefähr                               | DIN 4844-2 Warnung vor feuergefaehrlichen Stoffen D-W001                | TGL 30817 C-03                                                                       |
| W021: Warnung vor feuergefährlichen Stoffen                      | Warnung vor feuergefährlichen Stoffen oder hoher Temperatur | Flammable material or high temperature                            | Warnung vor feuergefährlichen Stoffen oder hoher Temperatur | D-W001: Warnung vor feuergefährlichen Stoffen                           | C3: Warnung vor Brandgefahr                                                          |
| ISO 7010 W023                                                    | EEC Safety Sign 1977 - Corrosive matter                     | HSR 1996 II 3.2d                                                  | KennV Warnzeichen Ätzenden                                  | DIN 4844-2 Warnung vor Aetzenden Stoffen D-W004                         | TGL 30817 C-01                                                                       |
| W023: Warnung vor ätzenden Stoffen                               | Warnung vor ätzenden Stoffen                                | Corrosive material                                                | Warnung vor ätzenden Stoffen                                | D-W004: Warnung vor ätzenden Stoffen                                    | C1: Warnung vor Gefahr durch ätzende Stoffe                                          |
| ISO 7010 W028                                                    | Keinbild                                                    | HSR 1996 II 3.2k                                                  | KennV Warnzeichen Brandfördern                              | D-W011 Warnung vor brandfoerdernden Stoffen ty                          |                                                                                      |
| W028: Warnung vor brandfördernden Stoffen                        | Warnung vor brandfördernden Stoffen                         | Oxidant material                                                  | Warnung vor brandfördernden Stoffen                         | D-W011: Warnung vor brandfördernden Stoffen                             |                                                                                      |
| ISO 7010 W071                                                    | EEC Safety Sign 1992 - Harmful or irritant material         |                                                                   | KennV Warnzeichen Schädliche Stoffe                         | D-W018 Warnung vor gesundheitsschaedlichen oder reizenden Stoffen ty    |                                                                                      |
| W071: Warnung vor gesundheitsgefährdenden Stoffen oder Gemischen | Warnung vor schädlichen oder irritierenden Stoffen          |                                                                   | Warnung vor schädlichen oder irritierenden Stoffen          | D-W018: Warnung vor gesundheitsschädlichen oder reizenden Stoffen       |                                                                                      |
|                                                                  |                                                             |                                                                   | KennV Warnzeichen ExplosionsfähigerAtmosphäre               | D-W021 Warnung vor explosionsfaehiger Atmosphaere ty                    |                                                                                      |
|                                                                  |                                                             |                                                                   | Warnung vor explosionsfähiger Atmosphäre                    | D-W021: Warnung vor explosionsfähiger Atmosphäre                        |                                                                                      |

### Verbotszeichen
| EN ISO 7010                                                              | CEVNI | Richtlinie 92/58/EWG                                      | The Health and Safety (Safety Signs and Signals) Regulations 1996 | Kennzeichnungs-verordnung                 | DIN 4844-2:2001                                   | TGL 30817                                         |
| ------------------------------------------------------------------------ | --- | --------------------------------------------------------- | ----------------------------------------------------------------- | ----------------------------------------- | ------------------------------------------------- | ------------------------------------------------- |
| ISO 7010 P002                                                            | Maritime safety sign from the UNECE - No smoking · Maritime safety sign from the UNECE - No open flame       | EEC Safety Sign 1977 - No smoking                         | HSR 1996 II 3.1a                                                  | KennV Verbotszeichen Rauchen              | DIN 4844-2 D-P001                                 | TGL 30817 A-02                                    |
| P002: Rauchen verboten                                                   | Prohibition of smoking or using fires and naked light                                                        | Rauchen verboten                                          | No smoking                                                        | Rauchen verboten                          | D-P001: Rauchen verboten                          | A2: Rauchen und Umgang mit offenen Feuer verboten |
| ISO 7010 P003                                                            | Maritime safety sign from the UNECE - No smoking · Maritime safety sign from the UNECE - No open flame       | EEC Safety Sign 1977 - Smoking and naked flames forbidden | HSR 1996 II 3.1b                                                  | KennV Verbotszeichen Feuer                | DIN 4844-2 D-P002                                 | TGL 30817 A-02                                    |
| P003: Keine offene Flamme; Feuer, offene Zündquelle und Rauchen verboten | Prohibition of smoking or using fires and naked light                                                        | Feuer, offenes Licht und Rauchen verboten                 | Smoking and naked flames forbidden                                | Feuer, offenes Licht und Rauchen verboten | D-P002: Feuer, offenes Licht und Rauchen verboten | A2: Rauchen und Umgang mit offenen Feuer verboten |
| ISO 7010 P004                                                            | Maritime safety sign from the UNECE - No entry · Maritime safety sign from the UNECE - No unauthorized entry | EEC Safety Sign 1977 - Pedestrians forbidden              | HSR 1996 II 3.1c                                                  | KennV Verbotszeichen Fußgänger            | DIN 4844-2 D-P003                                 | TGL 30817 A-01                                    |
| P004: Für Fußgänger verboten                                             | No access for unauthorized persons                                                                           | Für Fußgänger verboten                                    | No access for pedestrians                                         | Für Fußgänger verboten                    | D-P003: Für Fußgänger verboten                    | A1: Zutritt verboten                              |
| ISO 7010 P005                                                            | | EEC Safety Sign 1977 - Not drinkable                      | HSR 1996 II 3.1e                                                  | KennV Verbotszeichen KeinTrinkwasser      | DIN 4844-2 D-P005                                 |                                                   |
| P005: Kein Trinkwasser                                                   | | Kein Trinkwasser                                          | Not drinkable                                                     | Kein Trinkwasser                          | D-P005: Kein Trinitwasser                         |                                                   |
| ISO 7010 P006                                                            | | Keinbild                                                  | HSR 1996 II 3.1g                                                  | KennV Verbotszeichen Flurförderzeuge      | DIN 4844-2 D-P007                                 |                                                   |
| P006: Für Flurförderzeuge verboten                                       | | Für Flurförderzeuge verboten                              | No access for industrial vehicles                                 | Für Flurförderzeuge verboten              | D-P007: Für Flurförderzeuge verboten              |                                                   |
| ISO 7010 P010                                                            | | Keinbild                                                  | HSR 1996 II 3.1h                                                  | KennV Verbotszeichen Berühren             | DIN 4844-2 D-P008                                 | TGL 30817 A-03                                    |
| P010: Berühren verboten                                                  | | Berühren verboten                                         | Do not touch                                                      | Berühren verboten                         | D-P008: Berühren verboten                         | A3: Berühren verboten                             |
| ISO 7010 P011                                                            | | EEC Safety Sign 1977 - Do not extinguish with water       | HSR 1996 II 3.1d                                                  | KennV Verbotszeichen LöschenmitWasser     | DIN 4844-2 D-P004                                 | TGL 30817 A-04                                    |
| P011: Mit Wasser löschen verboten                                        | | Verbot, mit Wasser zu löschen                             | Do not extinguish with water                                      | Verbot mit Wasser zu löschen              | D-P004: Mit Wasser löschen verboten               | A4: Mit Wasser löschen verboten                   |
|                                                                          | Maritime safety sign from the UNECE - No entry · Maritime safety sign from the UNECE - No unauthorized entry | Keinbild                                                  | HSR 1996 II 3.1f                                                  | KennV Verbotszeichen ZutrittfürUnbefugte  | DIN 4844-2 D-P006                                 | TGL 30817 A-01                                    |
|                                                                          | No access for unauthorized persons                                                                           | Zutritt für Unbefugte verboten                            | No access for unauthorised persons                                | Zutritt für Unbefugte verboten            | D-P006: Zutritt für Unbefugte verboten            | A1: Zutritt verboten                              |

### Gebotszeichen
| EN ISO 7010                                                                  | IMO A. 760 (18)                                                      | Richtlinie 92/58/EWG                                      | The Health and Safety (Safety Signs and Signals) Regulations 1996          | Kennzeichnungs-verordnung                            | DIN 4844-2:2001                   | TGL 30817                   |
| ---------------------------------------------------------------------------- | -------------------------------------------------------------------- | --------------------------------------------------------- | -------------------------------------------------------------------------- | ---------------------------------------------------- | --------------------------------- | --------------------------- |
| ISO 7010 M001                                                                |                                                                      | Keinbild                                                  | HSR 1996 II 3.3k                                                           | KennV Gebotszeichen AllgemeinesGebot                 | DIN 4844-2 D-M000                 |                             |
| M001: Allgemeines Gebotszeichen                                              |                                                                      | Allgemeines Gebot (gegebenenfalls mit Zusatzzeichen)      | General mandatory sign (to be accompanied where necessary by another sign) | Allgemeines Gebot (gegebenenfalls mit Zusatzzeichen) | D-M000: Allgemeines Gebotszeichen |                             |
| ISO 7010 M003                                                                |                                                                      | C - Ear protection must be worn                           | HSR 1996 II 3.3c                                                           | KennV Gebotszeichen GehörschutzTragen                | DIN 4844-2 D-M003                 | Wear hearing protection     |
| M003: Gehörschutz benutzen                                                   |                                                                      | Gehörschutz tragen                                        | Ear protection must be worn                                                | Gehörschutz tragen                                   | D-M003: Gehörschutz benutzen      | B5: Gehörschutz tragen      |
| ISO 7010 M004                                                                |                                                                      | EEC Safety Sign 1977 - Eye protection must be worn        | HSR 1996 II 3.3a                                                           | KennV Gebotszeichen AugenschutzTragen                | DIN 4844-2 D-M001                 | Wear eye protection         |
| M004: Augenschutz benutzen                                                   |                                                                      | Augenschutz tragen                                        | Eye protection must be worn                                                | Augenschutz tragen                                   | D-M001: Augenschutz benutzen      | B2: Schutzbrille tragen     |
| ISO 7010 M008                                                                |                                                                      | EEC Safety Sign 1977 - Safety boots must be worn          | HSR 1996 II 3.3e                                                           | KennV Gebotszeichen SchutzschuheTragen               | DIN 4844-2 D-M005                 |                             |
| M008: Fußschutz benutzen                                                     |                                                                      | Schutzschuhe tragen                                       | Safety boots must be worn                                                  | Schutzschuhe tragen                                  | D-M005: Fußschutz benutzen        |                             |
| ISO 7010 M009                                                                |                                                                      | F - Safety gloves must be worn                            | HSR 1996 II 3.3f                                                           | KennV Gebotszeichen SchutzhandschuheTragen           | DIN 4844-2 D-M006                 | Wear hand protection        |
| M009: Handschutz benutzen                                                    |                                                                      | Schutzhandschuhe tragen                                   | Safety gloves must be worn                                                 | Schutzhandschuhe tragen                              | D-M006: Handschutz benutzen       | B3: Schutzhandschuhe tragen |
| ISO 7010 M010                                                                |                                                                      | EEC Safety Sign 1992 - Safety overalls must be worn       | HSR 1996 II 3.3g                                                           | KennV Gebotszeichen SchutzkleidungTragen             | DIN 4844-2 D-M007                 | Wear protective suit        |
| M010: Schutzkleidung benutzen                                                |                                                                      | Schutzkleidung tragen                                     | Safety overalls must be worn                                               | Schutzkleidung tragen                                | D-M007: Schutzkleidung benutzen   | B6: Schutzanzug tragen      |
| ISO 7010 M013                                                                |                                                                      | EEC Safety Sign 1992 - Face protection must be worn       | HSR 1996 II 3.3h                                                           | KennV Gebotszeichen GesichtsschutzschildTragen       | DIN 4844-2 D-M008                 |                             |
| M013: Gesichtsschutz benutzen                                                |                                                                      | Gesichtsschutzschild tragen                               | Face protection must be worn                                               | Gesichtsschutzschild tragen                          | D-M008: Gesichtsschutz benutzen   |                             |
| ISO 7010 M014                                                                |                                                                      | EEC Safety Sign 1977 - Safety helmet must be worn         | HSR 1996 II 3.3b                                                           | KennV Gebotszeichen SchutzhelmTragen                 | DIN 4844-2 D-M002                 | Wear head protection        |
| M014: Kopfschutz benutzen                                                    |                                                                      | Schutzhelm tragen                                         | Safety helmet must be worn                                                 | Schutzhelm tragen                                    | D-M002: Kopfschutz benutzen       | B1: Schutzhelm tragen       |
| ISO 7010 M017                                                                |                                                                      | EEC Safety Sign 1977 - Respiratory equipment must be worn | HSR 1996 II 3.3d                                                           | KennV Gebotszeichen AtemschutzTragen                 | DIN 4844-2 D-M004                 | Wear respiratory protection |
| M017: Atemschutz benutzen                                                    |                                                                      | Atemschutz tragen                                         | Respiratory equipment must be worn                                         | Atemschutz tragen                                    | D-M004: Atemschutz benutzen       | B4: Atemschutzgerät tragen  |
| ISO 7010 M018                                                                |                                                                      | EEC Safety Sign 1992 - Safety harness must be worn        | HSR 1996 II 3.3i                                                           | KennV Gebotszeichen AuffanggurtAnlegen               | DIN 4844-2 D-M009                 |                             |
| M018: Auffanggurt benutzen                                                   |                                                                      | Auffanggurt anlegen                                       | Safety harness must be worn                                                | Auffanggurt anlegen                                  | D-M009: Auffanggurt anlegen       |                             |
| ISO 7010 M024                                                                |                                                                      | EEC Safety Sign 1992 - Pedestrians must use this route    | HSR 1996 II 3.3j                                                           | KennV Gebotszeichen GebotfürFußgänger                | DIN 4844-2 D-M010                 |                             |
| M024: Fußgängerweg benutzen                                                  |                                                                      | Gebot für Fußgänger                                       | Pedestrians must use this route                                            | Gebot für Fußgänger                                  | D-M010: Für Fußgänger             |                             |
| ISO 7010 M020                                                                | IMO A. 760 (18) Lifeboat Instructions 001 - Fasten seat belts        |                                                           |                                                                            |                                                      |                                   |                             |
| M020: Rückhaltesystem benutzen                                               | FASTEN SEAT BELTS                                                    |                                                           |                                                                            |                                                      |                                   |                             |
| Safety icon similar to the recommendations provided in ISO 7010:2019.        | IMO A. 760 (18) Lifeboat Instructions 002 Secure hatches             |                                                           |                                                                            |                                                      |                                   |                             |
| M037: Öffnungen schließen und sichern beim Aussetzvorgang                    | SECURE HATCHES                                                       |                                                           |                                                                            |                                                      |                                   |                             |
| Safety icon similar to the recommendations provided in ISO 7010:2019.        | IMO A. 760 (18) Lifeboat Instructions 003 Start engine               |                                                           |                                                                            |                                                      |                                   |                             |
| M038: Motor starten beim Aussetzvorgang                                      | START ENGINE                                                         |                                                           |                                                                            |                                                      |                                   |                             |
| Safety icon similar to the recommendations provided in ISO 7010:2019.        | IMO A. 760 (18) Lifeboat Instructions 004 Lower lifeboat to water    |                                                           |                                                                            |                                                      |                                   |                             |
| M039: Rettungsboot fieren beim Aussetzvorgang                                | LOWER TO THE WATER - the lifeboat                                    |                                                           |                                                                            |                                                      |                                   |                             |
| Mandatory action safety sign similar to the recommendation of ISO 7010:2019. | IMO A. 760 (18) Lifeboat Instructions 005 Lower liferaft to water    |                                                           |                                                                            |                                                      |                                   |                             |
| M040: Rettungsfloß fieren beim Aussetzvorgang                                | LOWER TO THE WATER - the liferaft                                    |                                                           |                                                                            |                                                      |                                   |                             |
| Mandatory action safety sign similar to the recommendation of ISO 7010:2019. | IMO A. 760 (18) Lifeboat Instructions 006 Lower rescue boat to water |                                                           |                                                                            |                                                      |                                   |                             |
| M041: Bereitschaftsboot fieren beim Aussetzvorgang                           | LOWER TO THE WATER - the rescue boat                                 |                                                           |                                                                            |                                                      |                                   |                             |
| Mandatory action safety sign similar to the recommendation of ISO 7010:2019. | IMO A. 760 (18) Lifeboat Instructions 007 Release falls              |                                                           |                                                                            |                                                      |                                   |                             |
| M042: Fallen lösen beim Aussetzvorgang                                       | RELEASE FALLS                                                        |                                                           |                                                                            |                                                      |                                   |                             |
| Mandatory action safety sign similar to the recommendation of ISO 7010:2019. | IMO A. 760 (18) Lifeboat Instructions 008 Start water-spray          |                                                           |                                                                            |                                                      |                                   |                             |
| M043: Wassersprühanlage einschalten beim Aussetzvorgang                      | START WATERSPRAY                                                     |                                                           |                                                                            |                                                      |                                   |                             |
| Mandatory action safety sign similar to the recommendation of ISO 7010:2019. | IMO A. 760 (18) Lifeboat Instructions 009 Start air supply           |                                                           |                                                                            |                                                      |                                   |                             |
| M044: Luftversorgung einschalten beim Aussetzvorgang                         | START AIR SUPPLY                                                     |                                                           |                                                                            |                                                      |                                   |                             |
| Mandatory action safety sign similar to the recommendation of ISO 7010:2019. | IMO A. 760 (18) Lifeboat Instructions 010 Release gripes             |                                                           |                                                                            |                                                      |                                   |                             |
| M045: Rettungsboot-Laschings lösen beim Aussetzvorgang                       | RELEASE GRIPES                                                       |                                                           |                                                                            |                                                      |                                   |                             |

### Rettungszeichen
| EN ISO 7010                                              | IMO A. 760 (18)                                                      | Richtlinie 92/58/EWG                                | The Health and Safety (Safety Signs and Signals) Regulations 1996 | Kennzeichnungs-verordnung                  | DIN 4844-2:2001                        | TGL 30817                   |
| -------------------------------------------------------- | -------------------------------------------------------------------- | --------------------------------------------------- | ----------------------------------------------------------------- | ------------------------------------------ | -------------------------------------- | --------------------------- |
| ISO Exit - Left                                          | IMO A. 760 (18) Sign 025 Exit                                        | EEC Safety Sign 1977 - Emergency Exit - Running Man | HSR 1996 II 3.4a                                                  | KennV Rettungszeichen Notausgang 2         | Rettungszeichen Notausgang Links (alt) |                             |
| E001: Rettungsweg/Notausgang (links)                     | EXIT                                                                 | Rettungsweg — Notausgang                            | Emergency exit/escape route                                       | Rettungsweg – Notausgang                   | Rettungsweg/Notausgang                 |                             |
| ISO 7010 E001                                            | IMO A. 760 (18) Sign 026                                             | EEC Safety Sign 1977 - Emergency Exit - To Left     | HSR 1996 II 3.4c                                                  | KennV Rettungszeichen Notausgang 4         | E009                                   | Emergency exit              |
| E001: Rettungsweg/Notausgang (links)                     | EMERGENCY EXIT                                                       | Rettungsweg — Notausgang                            | Emergency exit/escape route                                       | Rettungsweg – Notausgang                   | D-E009: Rettungsweg/Notausgang         | B7-1: Notausgang (links)    |
| ISO 7010 E003 - First aid sign                           |                                                                      | EEC Safety Sign 1977 - First aid post               | HSR 1996 II 3.4j                                                  | KennV Rettungszeichen Erste Hilfe          | E003                                   | First aid                   |
| E003: Erste Hilfe                                        |                                                                      | Erste Hilfe                                         | First-aid post                                                    | Erste Hilfe                                | D-E003: Erste Hilfe                    | D1: Erste-Hilfe-Einrichtung |
| ISO 7010 E004                                            |                                                                      | Keinbild                                            | HSR 1996 II 3.4n                                                  | KennV Rettungszeichen Notruftelefon        | E007                                   |                             |
| E004: Notruftelefon                                      |                                                                      | Notruftelefon                                       | Emergency telephone for first aid or escape                       | Notruftelefon                              | D-E007: Notruftelefon                  |                             |
| ISO 7010 E011                                            |                                                                      | Keinbild                                            | HSR 1996 II 3.4m                                                  | KennV Rettungszeichen Augenspüleinrichtung | E006                                   |                             |
| E011: Augenspüleinrichtung                               |                                                                      | Augenspüleinrichtung                                | Eyewash                                                           | Augenspüleinrichtung                       | D-E006: Augenspüleinrichtung           |                             |
| ISO 7010 E012                                            |                                                                      | Keinbild                                            | HSR 1996 II 3.4l                                                  | KennV Rettungszeichen Notdusche            | E005                                   |                             |
| E012: Notdusche                                          |                                                                      | Notdusche                                           | Safety shower                                                     | Notdusche                                  | D-E005: Notdusche                      |                             |
| ISO 7010 E013                                            |                                                                      | Keinbild                                            | HSR 1996 II 3.4k                                                  | KennV Rettungszeichen Krankentrage         | E004                                   |                             |
| E013: Krankentrage                                       |                                                                      | Krankentrage                                        | Stretcher                                                         | Krankentrage                               | D-E004: Krankentrage                   |                             |
| ISO 7010 E032 Shipboard assembly station                 | IMO A. 760 (18) Sign 023 Assembly station                            |                                                     |                                                                   |                                            |                                        |                             |
| E032: Sammelstelle auf einem Schiff                      | MUSTER STATION                                                       |                                                     |                                                                   |                                            |                                        |                             |
| ISO 7010 E036 Lifeboat                                   | IMO A. 760 (18) Sign 001 Lifeboat                                    |                                                     |                                                                   |                                            |                                        |                             |
| E036: Rettungsboot                                       | LIFEBOAT                                                             |                                                     |                                                                   |                                            |                                        |                             |
| ISO 7010 E037 Rescue boat                                | IMO A. 760 (18) Sign 002 Rescue boat                                 |                                                     |                                                                   |                                            |                                        |                             |
| E037: Bereitschaftsboot                                  | RESCUE BOAT                                                          |                                                     |                                                                   |                                            |                                        |                             |
| ISO 7010 E038 Liferaft                                   | IMO A. 760 (18) Sign 003 Liferaft                                    |                                                     |                                                                   |                                            |                                        |                             |
| E038: Rettungsfloß                                       | LIFERAFT                                                             |                                                     |                                                                   |                                            |                                        |                             |
| ISO 7010 E039 Davit-launched liferaft                    | IMO A. 760 (18) Sign 004 Davit-launched liferaft                     |                                                     |                                                                   |                                            |                                        |                             |
| E039: Mit Davit aussetzbares Rettungsfloß                | DAVIT-LAUNCHED LIFERAFT                                              |                                                     |                                                                   |                                            |                                        |                             |
| ISO 7010 E040                                            | IMO A. 760 (18) Sign 007 Lifebuoy                                    |                                                     |                                                                   |                                            |                                        |                             |
| E040: Rettungsring                                       | LIFEBUOY                                                             |                                                     |                                                                   |                                            |                                        |                             |
| ISO 7010 E041 Lifebuoy with line                         | IMO A. 760 (18) Sign 008 Lifebuoy with line                          |                                                     |                                                                   |                                            |                                        |                             |
| E041: Rettungsring mit Leine                             | LIFEBUOY WITH LINE                                                   |                                                     |                                                                   |                                            |                                        |                             |
| ISO 7010 E042 Lifebuoy with light                        | IMO A. 760 (18) Sign 009 Lifebuoy with light                         |                                                     |                                                                   |                                            |                                        |                             |
| E042: Rettungsring mit Licht                             | LIFEBUOY WITH LIGHT                                                  |                                                     |                                                                   |                                            |                                        |                             |
| ISO 7010 E044                                            | IMO A. 760 (18) Sign 011 Lifejacket                                  |                                                     |                                                                   |                                            |                                        |                             |
| E044: Rettungsweste                                      | LIFEJACKET                                                           |                                                     |                                                                   |                                            |                                        |                             |
| ISO 7010 E045 Child's lifejacket                         | IMO A. 760 (18) Sign 012 Child’s lifejacket                          |                                                     |                                                                   |                                            |                                        |                             |
| E045: Rettungsweste für Kinder                           | CHILD'S LIFEJACKET                                                   |                                                     |                                                                   |                                            |                                        |                             |
| ISO 7010 E047 Search and rescue transponder              | IMO A. 760 (18) Sign 016 Radar transponder                           |                                                     |                                                                   |                                            |                                        |                             |
| E047: Radartransponder für Suche und Rettung             | RADAR TRANSPONDER                                                    |                                                     |                                                                   |                                            |                                        |                             |
| ISO 7010 E048 Survival craft distress signal             | IMO A. 760 (18) Sign 017 Survival craft pyrotechnic distress signals |                                                     |                                                                   |                                            |                                        |                             |
| E048: Signalrakete                                       | SURVIVAL CRAFT PYROTECHNIC DISTRESS SIGNALS                          |                                                     |                                                                   |                                            |                                        |                             |
| ISO 7010 E049 Rocket parachute flare                     | IMO A. 760 (18) Sign 019 Rocket parachute flares                     |                                                     |                                                                   |                                            |                                        |                             |
| E049: Fallschirm-Signalrakete                            | ROCKET PARACHUTE FLARES                                              |                                                     |                                                                   |                                            |                                        |                             |
| ISO 7010 E050 Line-throwing appliance                    | IMO A. 760 (18) Sign 020 Line-throwing Appliance                     |                                                     |                                                                   |                                            |                                        |                             |
| E050: Leinenwurfgerät                                    | LINE-THROWING APPLIANCE                                              |                                                     |                                                                   |                                            |                                        |                             |
| ISO 7010 E051 Two-way VHF radiotelephone apparatus       | IMO A. 760 (18) Sign 014 Survival craft portable radio               |                                                     |                                                                   |                                            |                                        |                             |
| E051: UKW-Sprechfunkgerät (Senden/Empfangen), tragbar    | SURVIVAL CRAFT PORTABLE RADIO                                        |                                                     |                                                                   |                                            |                                        |                             |
| ISO 7010 E052 Emergency position indicating radio beacon | IMO A. 760 (18) Sign 015 EPIRB                                       |                                                     |                                                                   |                                            |                                        |                             |
| E052: Funkbake zur Kennzeichnung der Seenotposition      | EPIRB                                                                |                                                     |                                                                   |                                            |                                        |                             |
| ISO 7010 E053 Embarkation ladder                         | IMO A. 760 (18) Sign 005 Embarkation ladder                          |                                                     |                                                                   |                                            |                                        |                             |
| E053: Einbootungsleiter                                  | EMBARKATION LADDER                                                   |                                                     |                                                                   |                                            |                                        |                             |
| ISO 7010 E054 Marine evacuation slide                    | IMO A. 760 (18) Sign 006 Evacuation slide                            |                                                     |                                                                   |                                            |                                        |                             |
| E054: Offene Rutsche für Schiffsevakuierung              | EVACUATION SLIDE                                                     |                                                     |                                                                   |                                            |                                        |                             |
| ISO 7010 E056 Survival clothing                          | IMO A. 760 (18) Sign 013 Immersion suit                              |                                                     |                                                                   |                                            |                                        |                             |
| E056: Überlebensanzug                                    | IMMERSION SUIT                                                       |                                                     |                                                                   |                                            |                                        |                             |
| ISO 7010 E068 Lifebuoy with light and smoke              | IMO A. 760 (18) Sign 010 Lifebuoy with light and smoke               |                                                     |                                                                   |                                            |                                        |                             |
| E068: Rettungsring mit Licht und Rauch                   | LIFEBUOY WITH LIGHT AND SMOKE                                        |                                                     |                                                                   |                                            |                                        |                             |

### Brandschutzzeichen
| EN ISO 7010             | Richtlinie 92/58/EWG                | The Health and Safety (Safety Signs and Signals) Regulations 1996 | Kennzeichnungsverordnung            | DIN 4844-2:2001                   | TGL 30817                 |
| ----------------------- | ----------------------------------- | ----------------------------------------------------------------- | ----------------------------------- | --------------------------------- | ------------------------- |
| ISO 7010 F001           | ISO 6309 - 11 - Fire Extinguisher   | HSR 1996 II 3.5c (1996)                                           | KennV Feuerwehr Feuerlöschgerät     | F005                              | Fire extinguisher         |
| F001: Feuerlöscher      | Hinweis auf ein Feuerlöschgerät     | Fire extinguisher                                                 | Hinweis auf ein Feuerlöschgerät     | D-F005: Feuerlöscher              | D2: Brandbekämpfungsgerät |
| ISO 7010 F002           | Keinbild                            | HSR 1996 II 3.5a                                                  | KennV Feuerwehr Feuerwehrschlauch   | F003                              |                           |
| F002: Wandhydrant       | Hinweis auf einen Feuerwehrschlauch | Fire hose                                                         | Hinweis auf einen Feuerwehrschlauch | D-F003: Wandhydrant Löschschlauch |                           |
| ISO 7010 F003           | Keinbild                            | HSR 1996 II 3.5b                                                  | KennV Feuerwehr Leiter              | F004                              |                           |
| F003: Feuerleiter       | Hinweis auf eine Leiter             | Ladder                                                            | Hinweis auf eine Leiter             | D-F004: Leiter                    |                           |
| ISO 7010 F006           | Keinbild                            | HSR 1996 II 3.5d                                                  | KennV Feuerwehr Brandmeldung        | F006                              | Fire alarm                |
| F006: Brandmeldetelefon | Brandmeldungstelefon                | Emergency fire telephone                                          | Brandmeldungstelefon                | D-F006: Brandmeldetelefon         | D3: Alarmierungsstelle    |